# عزوز عادل
عزوز عادل (26 يوليو 1990) ممثل مصري.

## حياته
بكالوريوس المعهد العالي للفنون المسرحية دفعة عام 2014 وعمل منذ 2006 في المسرح الجامعى بكلية الحقوق جامعه القاهرة ثم انتقل إلى المعهد العالى للفنون المسرحية واشتغل مسرح وعدة أعمال درامية
والآن عضو بمجلس إدارة نقابة المهن التمثيلية
و معيد بكلية السينما والمسرح بجامعة بدر BUC
وكان سابقاً رئيس اتحاد طلاب أكاديمية الفنون والمعهد العالى للفنون المسرحية
وقد حصل  على شهادة الليسانس من كلية الحقوق بجامعة القاهرة. انتهى الفنان عادل عزوز، من تصوير مشاهده في مسلسل «السر»، والذي يقدم فيه شخصية صحفى انتهازي يسعى دائما للوصول. وقال في تصريح لـ«صوت الامة»: «انتهيت من تصوير مشاهدى بمسلسل «السر»، والذي أقدم فيه شخصية صحفي انتهازى يسعى دائما للوصول، وبسبب هذا تحدث له أشياء كثيرة على الصعيد المهني تجعله يعود مرة أخرى من حيث ما بدء».
يعد عام 2018 هو الأكثر حظا للفنان الشاب عزوز عادل؛ إذ يطل فيه على جمهور الدراما التلفزيونية في 5 أعمال، تعاقد على بعضها خلال الأعوام الماضية لكن شاءت الظروف أن تجتمع في مواسم عرض متتالية خلال العام الحالي.
قال الفنان عزوز عادل، إنه سعيد بردود الأفعال حول شخصيته في مسلسل «أبو العروسة» مشيرًا إلى أنه كان متوقع النجاح ولكنه لم يتوقع هذا الكم الكبير من ردود الأفعال سواء في الشارع أو على السوشيال ميديا أو عبر حلقات المسلسل على يوتيوب.وأضاف عزوز: «العب في المسلسل دور إيهاب وهو شاب فقير يقع في حب شهد وعندما يذهب ليتزوجها يرفضه شقيقها وهو أحمد عبد الله محمود ولكنهم يتفقان على الهرب والزواج عرفي حتى يتم وضع شقيقها في موقف صعب ويضطر للموافقة على الزواج».
وأضاف «عزوز»: "أقوم في المسلسل بدور إيهاب وهو شاب فقير يقع في حب شهد وعندما يذهب ليتزوجها يرفضه شقيقها وهو أحمد عبد الله محمود ولكنهم يتفقان على الهرب والزواج عرفيا حتى يتم وضع شقيقها في موقف صعب ويضطر للموافقة على الزواج". وعن أعماله الفنية الأخرى قال: "انتهيت من تصوير مسلسل (السر) بطولة حسين فهمي ونضال الشافعي ووفاء عامر واستعد لتصوير مسلسل (أهوده اللي صار) خلال أيام ليتم عرضه خلال شهر رمضان المقبل وهو بطولة روبي ومحمد فراج وأحمد داود.. وحاليًا يعرض لي مسلسل (البيت الكبير).
وفي تصريح لـ«عين»، قال عزوز: أشارك في مسلسل «أهو ده إللى صار» مع الفنانة روبى وأحمد داود، وأقوم بشخصية جديدة ومختلفة عن الأعمال الدرامية السابقة، التي شاركت بها، وأتمنى أن يكون الدور مرحلة جديدة بالنسبة لى في الدراما.وأضاف: سأبدأ تصوير دورى في المسلسل الأسبوع المقبل، ومعظم مشاهدى مع أحمد داود وروبى، واقتربت الانتهاء من تصوير مشاهدى بمسلسل «البيت الكبير» و«أبو العروسة» خلال الأيام القليلة المقبلة
أكد الفنان عزوز عادل عضو مجلس نقابة المهن التمثيلية على استياء النقابة من تدخل البعض حريات الأعضاء وانشغالهم بأمور لا يمكن وصفها بالمهمة، أمام العديد من القضايا التي تستوجب الاهتمام سواء بالمجال الفني أو غيره. واستكمل في تصريحات خاصة لمصراوي: النقابة أصدرت بيانًا جديدًا اليوم، للتأكيد على رفضها التدخل في حريات الأعضاء، والتزامها بواجبها تجاه أعضائها والمجتمع أيضًا.
أعرب الفنان عزوز عادل، عن سعادته بالدورة الثالثة من مهرجان نقابة المهن التمثيلية المسرحي تحت عنوان (التجربة الأولى)، لافتًا إلى انه أتاح الفرصة لزملائنا المخرجين أن تشارك عروضهم في البيت الفني للمسرح ومنهم المخرج عمرو حسان الذي شارك موسم كامل بمسرح الغد بعد فوز عرض الحادثة له في الدورة الماضية من المهرجان. وأكد «عادل» في تصريحات خاصة لـ «بوابة الوفد» أن هناك أيضًا فنانين آخرين قدموا أعمالا تليفزيونية بعد مشاركتهم في مهرجان نقابة الممثلين، وأشار إلى أن الدورة الثالثة أكثر تنظيمًا ويوجد به دعم مادي عن الأعوام الماضية.
عاقد الفنان عزوز عادل على المشاركة في مسلسل «ولاد تسعة»، بطولة نيكول سابا، وتأليف فداء الشندويلى، وإخراج أحمد شفيق، وإنتاج صادق الصباح، والمقرر بدء تصويره نهاية الشهر الجاري.وقال «عزوز» إنه يجسد شخصية «مروان»، ويعمل معيد في الجامعة، وهو شخصية رومانسية كوميديا، ويقع في حب «ميار الغيطي» ليتقدم بعد ذلك لخطبتها، وتتوالى الأحداث بعد ذلك.
قال الفنان عادل عزوز في أول تصريح له عقب نجاحه في احتلال المركز الأول في انتخابات التجديد النصفي لنقابة المهن التمثيلية، أن أولى أولوياته هو تطبيق قانون النقابة لمنع الدخلاء من ممارسة المهنة.
حسن عصام عصفور
وقال «عزوز» في تصريح خاص لـ«اليوم الجديد»، إن ملف تطبيق قانون النقابة على قمة أولوياته، لأن عدم التطبيق أدى لوجود «دخلاء» كثيرين على المهنة.وعن قانون علاج أعضاء النقابة، قال: «احنا أهم نقابة فيها العلاج ماشي كويس، بس ينقصه حاجات، إنك تدخل والدتك أو والدك ضمن البرنامج ومش عارف، وأنا من أحلامي أقدر أشتغل على ده وأنفذه». وعن برنامجه الانتخابي الذي ترشح لأجله إلى مجلس إدارة النقابة، أوضح: «أنا مكنتش عامل برانامج انتخابي، أنا ضدها وبشتغل ضمن مجموعة لازم أكون متناغم مع مجموعة تنفذ كل طموحاتي وفق برنامج زمني محدد».

## أعماله

### الأعمال الدرامية
- القاتل الذى أحبني
- ورا كل باب ج 2
- الحرير المخملي
- اهو دة اللى صار (اكرم)
- أبو عمر المصرى (عبيده)
- أبو العروسة (ايهاب)
- البيت الكبير (سليمان)
- ولاد تسعه (مروان)
- يونس ولد فضه (عزب)
- الحالة ج (فاروق)
- الماء والخضرة والوجه الحسن (فايز)
- السر (امير)